# Myttschenky
Myttschenky (ukrainisch Митченки; russisch Митченки Mittschenki) ist ein Dorf im Osten der ukrainischen Oblast Tschernihiw mit etwa 1200 Einwohnern (2004).
Das erstmals 1636 schriftlich erwähnte Dorf befindet sich 8 km südöstlich von Baturyn und 30 km nordöstlich vom ehemaligen Rajonzentrum Bachmatsch. Myttschenky liegt südlich des Ufers des Seim an der Regionalstraße P–61 südöstlich der M 02.
Am 12. Juni 2020 wurde das Dorf ein Teil der Stadtgemeinde Baturyn, bis dahin bildete es die gleichnamige Landratsgemeinde Myttschenky (Митченківська сільська рада/Myttschenkiwska silska rada) im Nordosten des Rajons Bachmatsch.
Am 17. Juli 2020 kam es im Zuge einer großen Rajonsreform zum Anschluss des Rajonsgebietes an den Rajon Nischyn.

## Persönlichkeiten
1775 kam der einer alten Kosakenfamilie entstammende Imker Petro Prokopowytsch († 1850) im Dorf zur Welt.